# Mintonia
Mintonia  (лат.) — род пауков из семейства пауков-скакунов. Более 10 видов.

## Распространение
Южная и юго-восточная Азия, Япония.

## Классификация
Выделяют более 10 видов.
- Mintonia bani Ikeda, 1995 — Япония
- Mintonia breviramis Wanless, 1984 — Калимантан
- Mintonia caliginosa Wanless, 1987 — Калимантан
- Mintonia ignota Logunov & Azarkina, 2008 — Таиланд
- Mintonia mackiei Wanless, 1984 — Калимантан
- Mintonia melinauensis Wanless, 1984 — Калимантан
- Mintonia nubilis Wanless, 1984 — Калимантан
- Mintonia protuberans Wanless, 1984 — Сингапур
- Mintonia ramipalpis (Thorell, 1890) — Ява, Суматра, Калимантан
- Mintonia silvicola Wanless, 1987 — Малайзия
- Mintonia tauricornis Wanless, 1984 — Калимантан typus